# Benjamin Daniel Greene

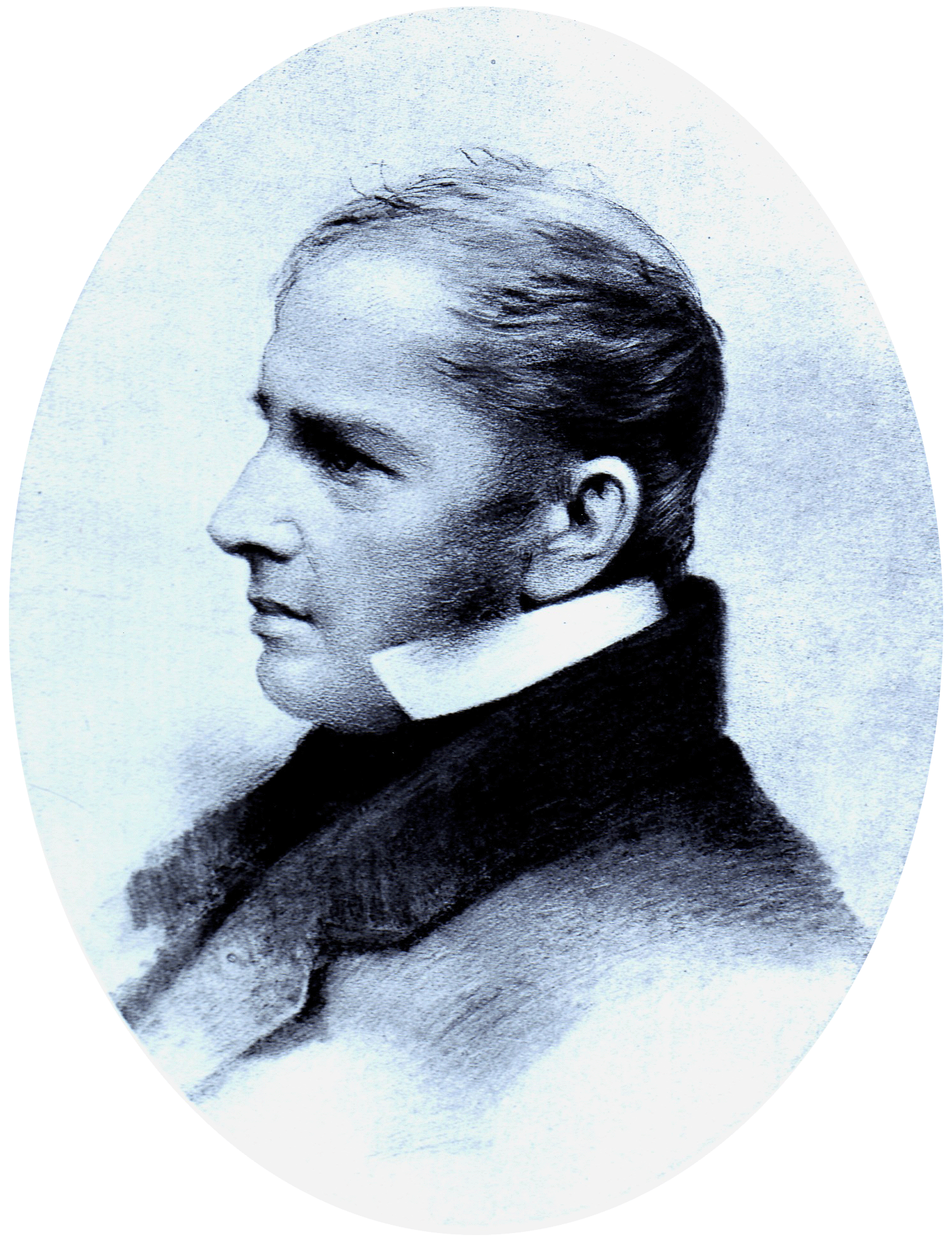
Benjamin Daniel Greene (etwa 1840)

Benjamin Daniel Greene (* 29. Dezember 1793 in Demerara, Britisch-Guyana; † 14. Oktober 1862 in Boston, Massachusetts) war ein US-amerikanischer Arzt, Naturalist und Botaniker. Er befasste sich vor allem mit Samenpflanzen. Sein Autorenkürzel lautet B.D.Greene.
Greene wuchs in Boston, Massachusetts, auf, wo er die Boston Latin School besuchte. Er studierte an der Harvard University und der Litchfield Law School. 1815 wurde er als Anwalt im Suffolk County zugelassen, studierte dann aber in Edinburgh und Paris Medizin. Er erwarb 1821 den M.D. in Edinburgh, verbrachte aber in der Folge seine Zeit im Wesentlichen mit naturwissenschaftlichen Studien. Er stellte ein ausgedehntes Herbarium und eine wertvolle botanische Bibliothek zusammen.
Greene gehörte 1830 zu den Gründern der Boston Society of Natural History und war bis 1837 ihr erster Präsident. Er vermachte ihr 1857 sein Herbarium und seine botanische Bibliothek sowie nach seinem Tod einen namhaften Geldbetrag von 9.000 oder 10.000 US-Dollar.
1832 wurde er in die American Academy of Arts and Sciences gewählt.
Greene war seit 1826 mit Margaret Morton Quincy verheiratet, das Paar blieb kinderlos.